# Font del Boterot
La Font del Boterot és una font del terme municipal de la Torre de Cabdella (antic terme de Mont-ros), del Pallars Jussà, dins del territori del poble de Pobellà.
Està situada a 1.243 m d'altitud, al sud de Pobellà, en el costat de llevant de la pista de la Portella.